# Староселье (Лугинский район)
Старосе́лье (укр. Старосілля) — село на Украине, основано в 1888 году, находится в Лугинском районе Житомирской области на реке Жерев.
Код КОАТУУ — 1822885201. Население по переписи 2001 года составляет 164 человека. Почтовый индекс — 11330. Телефонный код — 4161. Занимает площадь 1,16 км².

## История
В 1946 году указом ПВС УССР село Старая Макаковка переименовано в Староселье.

## Адрес местного совета
11330, Житомирская область, Лугинский р-н, с. Староселье, ул. Молодёжная, 11